# Ernest Tassart
Ernest Tassart (Parigi, 18 novembre 1868 – Marylebone, 26 agosto 1930) è stato uno schermidore francese.
Partecipò ai Giochi della II Olimpiade di Parigi nelle gare di fioretto per maestri, in cui fu eliminato ai ripescaggi.